# Lygodactylus conraui
Lygodactylus conraui (камерунський карликовий гекон) — вид геконоподібних ящірок родини геконових (Gekkonidae). Мешкає в Західній Африці. Вид названий на честь німецького колоніального агента Густава Конрау.

## Опис
Довжина камерунського карликового гекона не перевищує 10 см (разом з хвостом). Хвіст дещо довгий за решту тіла, округлої форми, регенерує після втрати. Субкаудальні пластинки збільшені і розташовані в одному ряду, що відрізняє L. conraui від Lygodactylus fischeri, у якого ці пластинки формують два ряди.  Очі великі, зіниці округлі. Забарвлення переважно зелене або синьо-зелене, у західних популяцій коричнювате. Тім'я, тіло і хвіст часто бувають поцяткованими дрібними чорними плямками. Горло рівномірно білувате.

## Поширення і екологія
Камерунські карликові гекони мешкають в Сьєрра-Леоне, південно-східній Гвінеї, Ліберії, на півдні Гани, Того, Беніну, Нігерії та на заході Камеруну. Вони живуть в підліску густих вологих тропічних лісів, трапляються в садах і на плантаціях. Зустрічаються на висоті до 1000 м над рівнем моря. Ведуть денний спосіб життя, живляться дрібними комахами, відкладають яйця.